# La Reine Louise
Pour plus de détails, voir Fiche technique et Distribution.
La Reine Louise (Königin Luise. Liebe und Leid einer Königin) est un film dramatique allemand réalisé par Wolfgang Liebeneiner et sorti en 1957.
Les rôles principaux sont joués par Ruth Leuwerik dans le rôle-titre, Dieter Borsche comme son mari le roi Frédéric-Guillaume et Bernhard Wicki dans le rôle du tsar Alexandre Ier.

## Fiche technique
- Titre original : Königin Luise
- Titre français : La Reine Louise

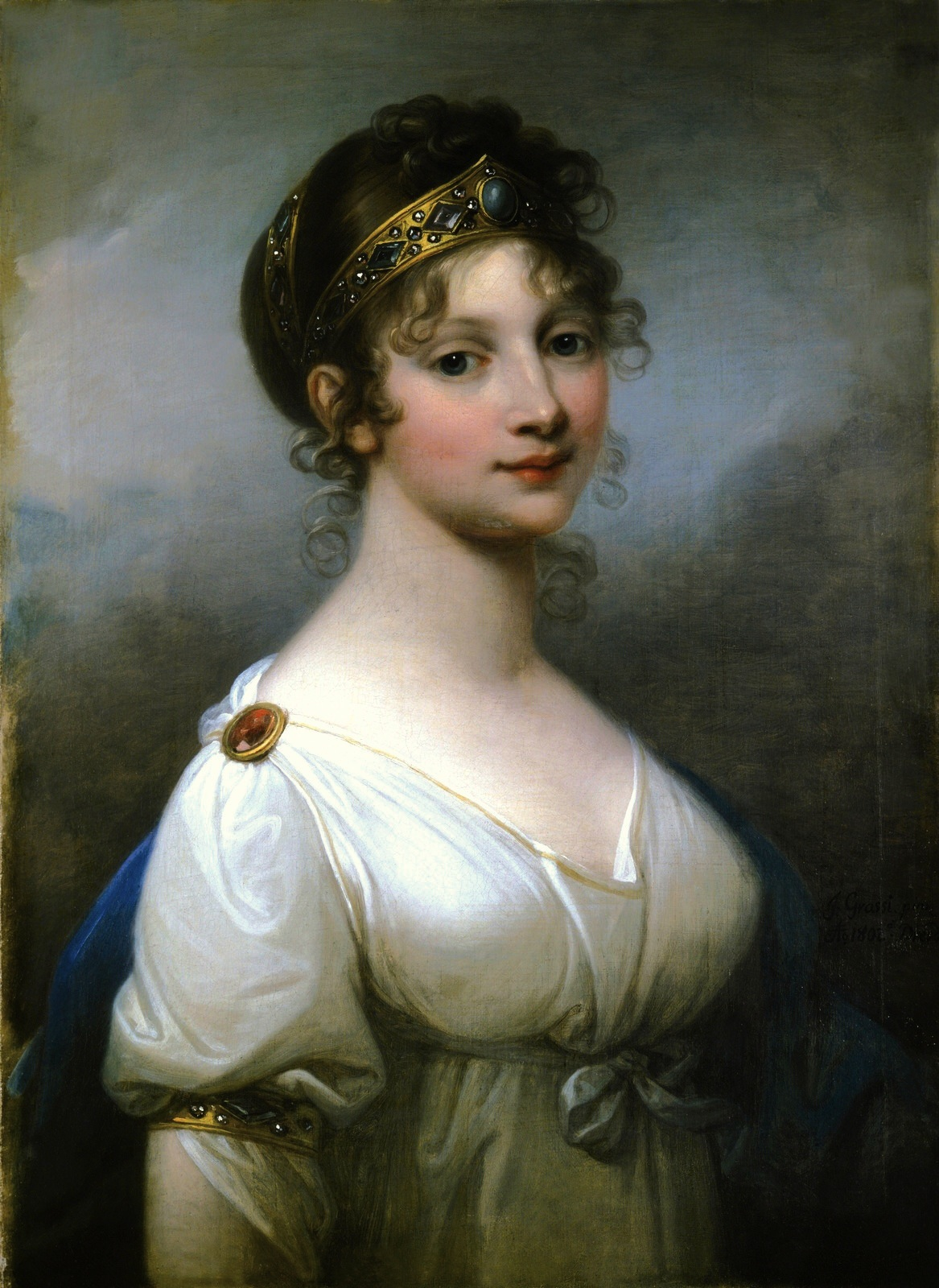
La Reine Louise de Prusse, peinture à l'huile, Josef Maria Grassi, 1802, château de Charlottenbourg.

- Réalisation : Wolfgang Liebeneiner
- Scénario : George Hurdalek
- Photographie : Werner Krien
- Montage : Lisbeth Neumann
- Musique : Franz Grothe
- Costumes : Herbert Ploberger, Brigitte Scholz
- Pays d'origine : Allemagne de l'Ouest
- Langue originale : allemand
- Format : noir et blanc
- Genre : dramatique
- Durée : 100 minutes
- Dates de sortie :  
  - Allemagne : 15 février 1957

## Distribution
- Ruth Leuwerik : Königin Luise (Louise de Mecklembourg-Strelitz)
- Dieter Borsche : König Friedrich Wilhelm (Frédéric-Guillaume III)
- Bernhard Wicki : le tsar Alexandre Ier
- René Deltgen : Napoléon
- Hans Nielsen : Hardenberg (Karl August von Hardenberg)
- Charles Régnier : Talleyrand
- Peter Arens (comme Peter Ahrens) : Louis Ferdinand (Louis-Ferdinand de Prusse)
- Friedrich Domin : Herzog von Mecklenburg-Strelitz (Charles II de Mecklembourg-Strelitz)
- Margarete Haagen : comtesse Voss (Sophie Marie von Voß (de))
- Irene Marhold : Frédérique de Mecklembourg-Strelitz
- Alexander Golling : Großfürst Konstantin (grand-duc Constantin Pavlovitch de Russie)
- Ado Riegler : Karl Leopold von Köckritz (de)
- Lotte Brackebusch : Bäuerin
- Joseph Offenbach : Bürgermeister
- Peter Capell :

## Films précédents
Le film de Wolfgang Liebeneiner suit plusieurs films mettant en scène la reine Luise :
- 1913 : Der Film von der Königin Luise (de), première adaptation cinématographique par Franz Porten, avec Hansi Arnstädt comme reine Luise
- 1927-1928 : Königin Luise (de), film muet allemand en deux parties de Karl Grune, avec Mady Christians et Mathias Wieman : 
  - Die Jugend von Königin Luise
  - Königin Luise
- 1931 : Luise, Königin von Preußen de Carl Froelich, avec Henny Porten